# Caesar von Hofacker
Caesar von Hofacker, auch Cäsar von Hofacker (* 11. März 1896 in Ludwigsburg; † 20. Dezember 1944 in Berlin-Plötzensee) war ein deutscher Jurist und Reserveoffizier der Luftwaffe. Beim Attentat vom 20. Juli 1944 auf Hitler nahm er im deutsch besetzten Paris eine führende Rolle ein.

## Leben

### Familie
Caesar von Hofacker war der Sohn des späteren württembergischen Generalleutnants Eberhard von Hofacker und dessen Ehefrau Albertine (1872–1946), geborene Gräfin von Üxküll-Gyllenband, einer Cousine des Widerstandskämpfers Nikolaus Graf von Üxküll-Gyllenband. Seine Großtante war Hildegard von Spitzemberg, Claus Schenk Graf von Stauffenberg war sein Cousin. Der preußische Heeresreformer August Neidhardt von Gneisenau war sein Ururgroßvater.
1927 heiratete von Hofacker Ilse-Lotte Pastor (1898–1974), eine Großnichte von Friedrich Engels; aus der Ehe stammen die Kinder Eberhard (1928–2001), Anna-Luise (1929), Christa (1932), Alfred (1935) und Lieselotte (1938). Anna-Luise heiratete später den Generalmajor der Bundeswehr Richard von Rosen.

### Erster Weltkrieg und Zwischenkriegszeit
Hofacker trat am 8. August 1914 nach Beginn des Ersten Weltkriegs als Freiwilliger in das vormals von seinem Vater befehligte Ulanen-Regiment „König Wilhelm I.“ (2. Württembergisches) Nr. 20 ein und war ab 12. Dezember 1914 bei der 1. Eskadron im Einsatz. Am 7. Mai 1915 wurde er zum Unteroffizier, am 4. Dezember 1915 zum Vizewachtmeister d. R. und am 30. März 1916 zum Leutnant der Reserve befördert. Am 7. Juni 1916 wurde er zur Ersatz-Eskadron, am 25. Dezember 1916 zur Ausbildung als Flugzeugführer zur Flieger-Ersatz-Abteilung 5 versetzt. Nach bestandener Prüfung war Hofacker bei der Feldflieger-Abteilung 69 eingesetzt, wo er am 20. Februar 1917 mit der Goldenen Militärverdienstmedaille ausgezeichnet wurde.
Am 3. April 1917 wurde er auf Wunsch König Wilhelms II. von Württemberg wieder zur Ersatz-Eskadron des Regiments versetzt. Er wurde am 10. Mai 1917 zur 26. Division versetzt und zur Deutschen Militärmission in der Türkei kommandiert. Als Oberleutnant geriet er dort am 20. Oktober 1918 in französische Kriegsgefangenschaft. Er wurde am 14. März 1920 aus der Gefangenschaft und am 17. März 1920 aus dem Heeresdienst entlassen.
Nach dem Studium der Rechtswissenschaften in Tübingen wurde er 1925 zum Dr. jur. promoviert und war seit 1927 Mitarbeiter, seit 1936 Prokurist der Vereinigten Stahlwerke in Berlin. 1931 trat er dem Stahlhelm-Bund der Frontsoldaten bei.

### Zweiter Weltkrieg
Bei Kriegsbeginn wurde Caesar von Hofacker als Reserveoffizier zur Luftwaffe eingezogen. Er diente im Polenfeldzug in der II. Staffel der Aufklärungsgruppe 10. Nach Abschluss des Westfeldzugs wurde er dem Verwaltungsstab des Militärbefehlshabers in Paris zugewiesen. Dem Militärbefehlshaber mit Sitz in Paris unterstanden die Militär- und Wirtschaftsverwaltungen in den besetzten, ab November 1942 auch in den unbesetzten Regionen Frankreichs.

#### Verwaltungsstab des Militärbefehlshabers in Paris
Hofacker war als Verbindungsoffizier zur französischen Stahlindustrie Mitglied des Verwaltungsstabs des Militärbefehlshabers in Paris geworden, dem Zentrum des deutschen Widerstands gegen den Nationalsozialismus in Frankreich. Nach Wilhelm Ritter von Schramm, der beim Oberbefehlshaber West in La Roche-Guyon das Kriegstagebuch führte, agierte von Hofacker in diesem Rahmen als „der eigentliche Anführer der Widerstandsbewegung im Westen“. Beim Militärbefehlshaber, General der Infanterie Carl-Heinrich von Stülpnagel hatte er eine Vertrauensstellung. Stülpnagel war bereits 1938 Teil der Septemberverschwörung gegen Hitler gewesen. Weitere Mitglieder der Verschwörung im Verwaltungsstab von General Stülpnagel waren der Leiter der Wirtschaftsabteilung Elmar Michel, der Autor des „Bargatzky-Berichts“ über den Kunstraub in Frankreich Walter Bargatzky, Major Max Horst, Schwager von General Hans Speidel, Friedrich Freiherr von Teuchert (1902–1986), Gotthard von Falkenhausen und der Richter Rudolf Thierfelder.
Der Chef des militärischen Stabes des Militärbefehlshabers, Oberst Hans Otfried von Linstow, der Oberquartiermeister (Ib) im Stabe, Oberstleutnant Rudolf Hartmann sowie der Oberquartiermeister des Oberbefehlshabers West, Oberst Eberhard Finckh gehörten ebenfalls zum Kern der Pariser Verschwörungsgruppe. Eine weitere bedeutende Person im Pariser Widerstand war der Kommandant von Groß-Paris, General Hans von Boineburg-Lengsfeld. Als Mitwisser gilt der Gesandte Werner von Bargen, Geschäftsträger an der Deutschen Botschaft in Paris. „Nirgendwo sonst im gesamten deutschen Herrschaftsbereich war die Widerstandsbewegung stärker vertreten als in Paris“.

#### Entstehung des Widerstandsnetzwerkes
Die Pariser Widerstandsgruppe begann sich zu formieren, als von Hofacker aus Berlin Ende 1943 die Nachricht brachte, dass sich dort unter Führung seines Vetters Claus von Stauffenberg eine Widerstandsgruppe gebildet habe. Von Juli bis Oktober 1943 befand sich Fritz-Dietlof von der Schulenburg als Oberleutnant und Mitglied der sogenannten Unruh-Kommission in Paris. Der „bedeutendste Verbindungsmann des 20. Juli“ war ein persönlicher Freund Hofackers. Schon am 2. August 1943 signalisierte von Schulenburg General Friedrich Olbricht in Berlin, „Dr. Zange’s [Stülpnagels] Bereitschaft, mitzuwirken“. Am 27. März 1944 bekannte sich von Hofacker in einem Gespräch mit Ernst Jünger, seit 1941 als Major der Reserve beim Militärbefehlshaber, zu einem Attentat auf Hitler, der „in die Luft zu sprengen sei“.

#### Treffen mit Feldmarschall Erwin Rommel
Am 15. Mai 1944 hatten sich der Oberbefehlshaber der Heeresgruppe B, Feldmarschall Erwin Rommel, und General von Stülpnagel im am westlichen Stadtrand von Paris gelegenen Mareil-Marly getroffen; ebenso anwesend waren Generalleutnant Hans Speidel, Oberst Eberhard Finckh und Oberstleutnant Rudolf Hartmann. Anlass war die Taufe von Karl Joachim Kossmann (1944–2021), Sohn des Obersten Karl-Richard Kossmann. Der in die Staatsstreichpläne eingeweihte Kossmann hatte hierfür sein angemietetes Landhaus zur Verfügung gestellt. Bei dieser arrangierten Gelegenheit hatte Rommel einer Verhaftung Hitlers zugestimmt, falls sich bei einem Frontbesuch des „Führers“ die Gelegenheit ergäbe. In der politischen wie militärischen Beurteilung war man sich einig. Für die einer Verhaftung folgenden Verhandlungen mit den Westalliierten unter der Führung von General von Stülpnagel war auch Caesar von Hofacker bestimmt worden. Die Pläne scheiterten, weil Hitler vor der Invasion in der Normandie nicht nach Frankreich kam.
Mit der Invasion vom 6. Juni 1944 änderte sich die Situation für die Pariser Verschwörungsgruppe. Paris war bis dahin „ein Nebenkriegsschauplatz von untergeordneter Bedeutung“ gewesen. Nunmehr hatte sich eine Perspektive eröffnet, die mit dem geplanten Staatsstreich einen Waffenstillstand im Westen verbinden ließe. Am 25. Juni 1944 entsandte Generalmajor Hellmuth Stieff, Chef der Organisationsabteilung im Oberkommando des Heeres, den dem Widerstand zugehörigen Oberst i.G. Eberhard Finckh als neuen Oberquartiermeister zur Heeresgruppe B. Der als genial geltende Nachschubspezialist teilte Feldmarschall Rommel mit, dass Stauffenberg aus der Führung des Ersatzheeres heraus ein Attentat auf Hitler plane. Rommel wollte allerdings ein Attentat nicht billigen, sondern hielt an einer Verhaftung fest.
Am 9. Juli 1944 fuhr von Hofacker nach La Roche-Guyon zu Feldmarschall Rommel. Am Vortag war im Osten die sowjetische Operation Bagration (22. Juni bis 8. Juli 1944) mit dem Zusammenbruch der Heeresgruppe Mitte und dem Verlust von 350.000 Mann zu Ende gegangen. „Schuld an der Katastrophe [trug] allein die oberste Führung, in erster Linie Hitler selbst“. An der Invasionsfront standen die Alliierten vor Caen, die Halbinsel Cotentin war abgeschnitten. Über das Gespräch Hofackers mit Erwin Rommel besteht nach früheren kontroversen Diskussionen nach der Auffindung neuer Quellen heute weithin Gewissheit. Besonders überzeugend ist eine Aktennotiz Martin Bormanns vom 28. September 1944 zu den Untersuchungen zum Attentat zu werten, die der Dokumentarfilmproduzent und Autor Maurice Philip Remy entdeckt hat: Der Feldmarschall sei „durchaus im Bilde gewesen; Rommel habe erklärt, dass er der neuen Regierung nach gelungenem Attentat zur Verfügung stehen würde“. Er sei auch „keinesfalls als Nazi anzusehen“. Erwin Rommel war von Hofacker in die nun konkret gewordenen Staatsstreichpläne eingeweiht worden und damit „Teil des militärischen Widerstandes gegen den Nationalsozialismus“. Der Feldmarschall hatte sich dem Staatsstreich zur Verfügung gestellt, er war „ins Lager der Verschwörer übergewechselt“. Umso tragischer kann der Ausfall des Feldmarschalls für den weiteren Ausgang des Staatsstreichs vom 20. Juli gewertet werden, der nach einem Frontbesuch am 17. Juli 1944 durch einen Tieffliegerangriff schwer verletzt worden war. Drei Tage später stand so dem neuen Oberbefehlshaber West (seit 3. Juli 1944), Feldmarschall Günther von Kluge, kein entschlossener Heerführer mehr zur Seite.

#### 20. Juli 1944 in Paris

##### Nachrichten und Reaktionen
Vom 10. bis 16. Juli 1944 befand sich von Hofacker in Berlin, wo er am 16. Juli seinen Vetter Stauffenberg, Albrecht Mertz von Quirnheim, Peter Yorck von Wartenburg, Adam von Trott zu Solz, Fritz-Dietlof Graf von der Schulenburg, Ulrich Wilhelm Graf Schwerin von Schwanenfeld und Carl Goerdeler traf. Am Morgen des 20. Juli erhielt er im Pariser Hotel Majestic (heute: The Peninsula Paris), dem Hauptquartier des Militärbefehlshabers, aus Berlin die telefonische Nachricht „Übung“, welche das unmittelbar anstehende Attentat ankündigte. Gegen 16.00 Uhr teilte ihm von Stauffenberg, gerade vom Führerhauptquartier in Rastenburg zurück, telefonisch aus dem Bendlerblock mit, das Attentat sei erfolgreich verlaufen, der „Führer“ tot. Zum selben Zeitpunkt nahm von Stülpnagel ein Fernschreiben mit dem Code „abgelaufen“ entgegen. Der Militärbefehlshaber befahl daraufhin seinem Stabschef, Oberst von Linstow, und dem Kommandanten von Groß-Paris, General von Boineburg-Lengsfeld, alle Mitglieder der Sicherheitspolizei (Sipo), des SD und der SS im Großraum von Paris zu verhaften. Nach 18.00 Uhr setzte Stülpnagel sich mit Generaloberst Ludwig Beck im Berliner Bendlerblock telefonisch in Verbindung. Auf Becks Frage, wie sich Generalfeldmarschall von Kluge verhalten würde, stellte Stülpnagel eine Direktverbindung zum Hauptquartier in La Roche-Guyon her. Zwischenzeitlich hatte von Kluge aber bereits gegensätzliche Nachrichten über den Erfolg des Attentats erhalten und hielt Beck lavierend hin. Er wies seinen Stabschef General Günther Blumentritt an, Genaueres in Erfahrung zu bringen. Nachdem dieser bei Carl Oberg keine Klarheit erhalten und weder Keitel noch den Generaloberst Alfred Jodl oder General Walter Warlimont erreicht hatte, rief von Kluge selbst im Oberkommando des Heeres Helmut Stieff, seinen ehemaligen Ia-Offizier, an. Es war zwischen 20.50 und 21 Uhr, als Hellmuth Stieff das Scheitern des Attentats bestätigte. „Für ihn [Kluge] war die Angelegenheit damit beendet“. Im nachfolgenden Gespräch mit Blumentritt und Hans Speidel äußerte der Feldmarschall: „Ja, es ist eben ein missglücktes Attentat“.

##### Bei Feldmarschall von Kluge in La Roche-Guyon
Kurz nach 19.00 Uhr fuhren zwei Wagen von Paris nach La Roche-Guyon. Im einen saßen von Stülpnagel mit seinem Adjutanten Hauptmann Baumgart, im zweiten Caesar von Hofacker und Major Max Horst. Die Gruppe kam dort wenige Minuten nach dem Telefongespräch Kluges mit Stieff gegen 21.15 Uhr an, „und damit beginnt das immer enger werdende Drama“. Stülpnagel und Hofacker trafen im Schloss La Roche-Guyon auf von Kluge, General Blumentritt und Hans Speidel. Baumgart und Horst verblieben im Adjutantenzimmer, was ihnen in der Folge das Leben rettete. Über dieses Gespräch gibt es nur das Zeugnis des Generals Blumentritt, niedergeschrieben im Januar 1946 in englischer Kriegsgefangenschaft: „Hofacker hielt uns einen 15 Minuten-Vortrag über die ganze Vorgeschichte und Durchführung des Attentats mit allen Einzelheiten! Er war Verbindungsofffizier aus dem Kreis des 20. Juli in Berlin bei General v. Stülpnagel! – Als er geendet hatte, stand von Kluge auf und sagte nur: Ja meine Herren, eben ein mißglücktes Attentat, wobei er völlig ruhig und sicher blieb“. Stülpnagel sei unruhig geworden und habe über den Tisch hinweg gefragt: „Herr Feldmarschall, ich dachte Herr Feldmarschall wüßten Bescheid? !!!“ Darauf von Kluge: Keine Ahnung habe ich!" Kluge lud daraufhin zum Abendessen ein, erfuhr danach von der Verhaftung der Sipo, des SD und der SS, befahl von Stülpnagel, dies rückgängig zu machen, und enthob ihn des Dienstes. Dennoch begleitete von Kluge gegen 23 Uhr den General von Stülpnagel bis zum Wagen und riet ihm: „Stülpnagel, verschwinden Sie in Zivil irgendwohin!“

##### Verhaftung von Sipo, SD und SS in Paris
Ab 22 Uhr setzten von Linstow und von Boineburg-Lengsfeld die Verhaftung der Mitglieder von Sipo, SD und SS in Paris durch. Junge Offiziere der 365. Sicherungsdivision unter Führung von Generalmajor Walter Brehmer verhafteten, ohne Widerstand zu erfahren, mehr als 1.200 Agenten und SS-Mitglieder, darunter den SS-Brigadeführer und Höheren SS-Polizeiführer in Frankreich, Carl Oberg, den SS-Standartenführer Helmut Knochen, den SS-Sturmbannführer Herbert Hagen, den SS-Obersturmbannführer Kurt Lischka, SS-Hauptsturmführer Theodor Dannecker, Obersturmbannführer Heinz Röthke, SS-Obersturmbannführer Hans Henschke, SS-Untersturmführer Karl Kleindienst (1895–?) und SS-Hauptsturmführer Alfred Wenzel. Ihre Freilassung insbesondere auf Druck des Admirals Theodor Krancke (Oberbefehlshaber des Marinegruppenkommandos West) aus der École militaire erfolgte gegen 1.00 Uhr morgens.

##### „Sprachregelung“ und bizarre Versöhnungsfeier
Von 1 bis 5 Uhr am Morgen des 21. Juli saß im zum Majestic benachbarten Hôtel Raphael eine große Runde beim Wein zusammen und feierte eine „Versöhnung“. Carl Oberg und Helmut Knochen wünschten eine Sprachregelung, nach der die für Sipo, SD und SS peinliche Verhaftung ohne Gegenwehr eine Alarmübung gewesen sei. Insbesondere Blumentritt, der die Kommandeure der Sicherungsregimenter hierher bestellt hatte, wirkte an dieser Sprachregelung mit, um wenigstens die Voruntersuchung gegen den Militärbefehlshaber in Paris zu behalten. Stülpnagel, Hofacker, Oberg, Knochen, Botschafter Otto Abetz, der die ausgleichende Lösung unterstützte, die nun schwer belasteten Obersten Finckh und von Linstow „und viele andere standen und saßen in zwanglosen Gruppen beisammen beim Wein!“ Um 5 Uhr kam allerdings über Fernschreiber der Befehl des Chefs des Oberkommandos der Wehrmacht, Generalfeldmarschall Wilhelm Keitel, dass sich von Stülpnagel sofort in Berlin zu melden habe.

#### Verhaftung
Caesar von Hofacker hatte die bizarre Feier im Hotel Raphael um 3.00 Uhr verlassen und nach einem kurzen Besuch bei Elmar Michel, den er informierend warnte, sein Domizil im Hotel Royal Monceau in der Avenue Hoche aufgesucht. Dort traf er auf Gotthard von Falkenhausen, einen langjährigen Vertrauten, der dem Kreisauer Kreis eng verbunden war und der Pariser Widerstandsgruppe angehörte. Von Falkenhausen übergab ihm für ein mögliches Untertauchen 4.000 Francs. Daraufhin begab von Hofacker sich zur Wohnung (Rue Scheffer Nr. 36, 16. Arr.) des deutschen und internationalen Industriellen Ernst Röchling, der seit 1932 in Paris wohnte und ihm das Bleiben anbot. Hofacker und Röchling waren seit März 1942 befreundet, als sie sich nach einem Sabotageakt der Résistance bei Auboué gegen die Erschießung von 20 französischen Geiseln eingesetzt hatten. Am Abend des 21. Juli wurde bei einer Zusammenkunft in Röchlings Wohnung, an der außer Röchling und von Hofacker noch Elmar Michel, Friedrich von Teuchert und Gotthard von Falkenhausen teilnahmen, beschlossen, dass Michel einen Fahrbefehl nach Berlin ausstellen solle. Mit diesem sollte es Hofacker möglich sein, in Deutschland unterzutauchen. Am Nachmittag des 23. Juli nahm Hofacker den Fahrbefehl von Elmar Michel entgegen. Aus unbekannten Gründen verließ er die Stadt aber nicht.
Am 25. Juli 1944 um 8.00 Uhr traf von Hofacker den Legationsrat Werner von Bargen (1898–1975) in dessen Zimmer im Hôtel Ritz. Er berichtete dem befreundeten Gesandten Einzelheiten über den 20. Juli in Paris. Er habe versucht, von Stülpnagel trotz des Scheiterns des Attentats zum Weitermachen zu bewegen, aber dieser habe sich dafür nicht mehr bereitfinden können. Vermutlich wollte Hofacker hier ein letztes Mal vor der drohenden Verhaftung Zeugnis ablegen.
Nach seiner Rückkehr in Röchlings Wohnung besuchte ihn von Falkenhausen. Um 11.00 Uhr verließ er Hofacker, der beim Packen war. Im Hausflur traf Falkenhausen auf zwei SS-Offiziere. Der promovierte Jurist und SS-Sturmbannführer Kurt Maulaz (1905–1969) fragte ihn, ob Röchling im Hause sei. Falkenhausen antwortete, dass er geklopft, aber niemand geöffnet habe. Maulaz: „Das stimmt nicht, ich war schon oben. Die Wohnung war offen“. Der SS-Führer traf daraufhin auf der Treppe Ernst Röchling. Die Frage, ob Hofacker am Montagmorgen abgereist sei, bejahte dieser. Die beiden SS-Männer fanden dann in der Gästewohnung Caesar von Hofacker, den sie zu einem ersten Verhör zu SS-Standartenführer Helmut Knochen brachten. Röchling und von Falkenhausen wurden ebenfalls verhaftet. Nach Untersuchungshaft wurde Falkenhausen in der Verhandlung vor dem Volksgerichtshof am 12. Januar 1945 von Roland Freisler vom Vorwurf des Landesverrats freigesprochen. Der Mitangeklagte Ernst Röhling erhielt eine Zuchthausstrafe von fünf Jahren, wurde aber am 4. April 1945 auf Intervention seines Onkels Hermann Röchling entlassen.

#### Ermittlungen
Die Ermittler des Reichssicherheitshauptamtes wussten sehr früh, dass von Hofacker am 16. Juli in der Wohnung Stauffenbergs anwesend gewesen war: „Der Kopf der am 20. Juli 1944 in Paris abgelaufenen Putschmaßnahmen (Hofacker wird zur Zeit nach Berlin überführt) [berichtete] in der bekannten pessimistischen Weise über die Lage im Westen“. In dieser „entscheidende[n] Besprechung“, in der Folge als „Wannseebesprechung vom 16. Juli 1944“ bezeichnet, habe Hofacker mitgeteilt, „dass der Nachschub des Feindes in etwa 14 Tagen eine erschütternde Übermacht an Menschen und Material geschaffen haben werde, der die sich in der Abwehr verzehrende Invasionsfront bestenfalls noch 6 Wochen Widerstand leisten könne [exakte Vorhersage: 19.–25. August 1944]“. Anfang August wusste die Gestapo auch von Hofackers Besuch Anfang Juni 1944 bei General Friedrich Olbricht: Dort habe er geäußert: „Weder ein Siegfriede noch ein Kompromißfriede [sei] möglich. Die unvermeidliche Niederlage [sei] so erträglich wie möglich zu gestalten und der militärisch verlorene Krieg politisch zu liquidieren. [...], der Durchbruch nach Paris in weniger als 6 Wochen nicht zu vermeiden. Ziel sei eine rechtzeitige Kapitulation, um Deutschland eine erträgliche Stellung in Mitteleuropa zu erhalten. Der Weg sei ein völliger Systemwechsel unter Beseitigung des Führers“. In den publizierten Dokumenten des Reichssicherheitshauptamtes ist nicht erkennbar, ob die Aussagen von Hofacker selbst stammen oder ob es sich um Verhörergebnisse anderer Beteiligter handelt. Zu Finckh und dem nicht beklagten Blumentritt äußerte Hofacker sich entlastend. Ob von Hofacker den Generalfeldmarschall Erwin Rommel unter der Folter belastete, lässt sich aus den Quellen nicht belegen. Der Militärhistoriker Peter Lieb nennt zwar Hofacker, Stülpnagel und Speidel, die Rommel als Mitverschwörer genannt hätten, gibt aber doch an anderer Stelle in Bezug auf Hofacker zu, dass aufgrund „des Quellenverlusts [...] es hierauf keine endgültige Antwort“ gibt. Sicher ist, dass sowohl Hofacker als auch von Stülpnagel, Finckh und von Linstow keine Aussagen über Personen aus dem Pariser Kreis der Mitwisser oder Mittäter machten. Damit blieben die Auswirkungen für den großen Pariser Verschwörerkreis, von Günther von Kluges tragischem Suizid abgesehen, so begrenzt wie unter den fürchterlichen Verhältnissen möglich.

#### Volksgerichtshof
Am 29. August wurde vor dem Volksgerichtshof unter Roland Freisler gegen Caesar von Hofacker, Heinrich von Stülpnagel, Eberhard Finckh und Friedrich von Linstow die Anklage eröffnet. Am 30. August 1944 ergingen für alle vier Angeklagten Todesurteile. Der bei einem Suizidversuch blind geschossene Heinrich von Stülpnagel, Eberhard Finckh und Friedrich von Linstow wurden im Zuchthaus Plötzensee am selben Tag unter grausamen Umständen erhängt.
Caesar von Hofacker hatte beim Prozess seine Courage nicht verloren. Er war Freisler ins Wort gefallen und hatte damit noch in dieser Situation Widerstandsgeist gezeigt: „Sie schweigen jetzt, Herr Freisler! Denn heute geht es um meinen Kopf. In einem Jahr geht es um Ihren Kopf!“ Nach einem weiteren Leidensweg mit Verhören unter Folterbedingungen, von denen man Aussagen erhoffte, wurde er am 20. Dezember 1944 im Zuchthaus Plötzensee hingerichtet.

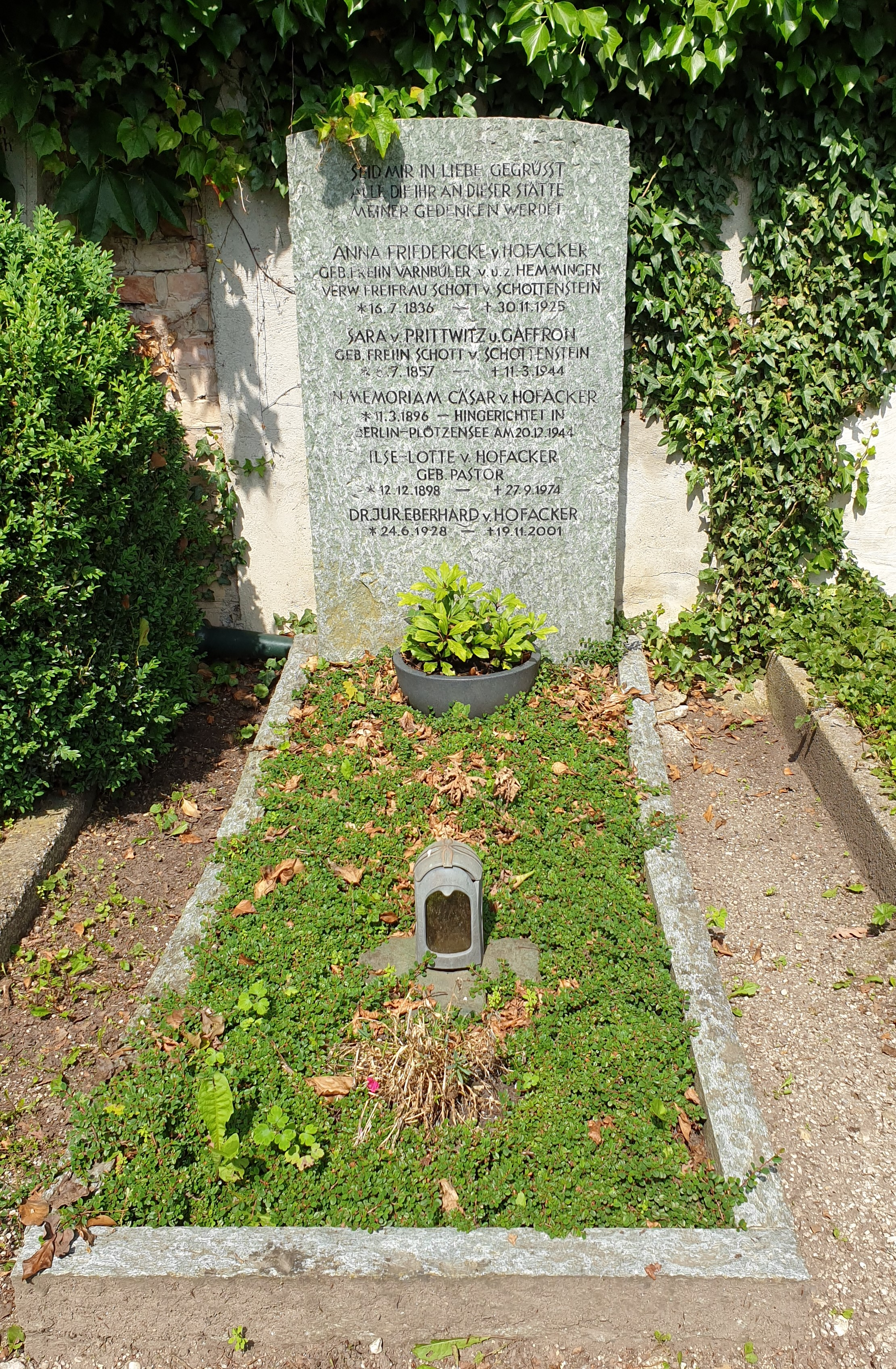
Familiengrabstätte von Hofacker, Kirchhof Tutzing

### Ilse Lotte von Hofacker und alle fünf Kinder in Sippenhaft
Am 30. Juli 1944 wurde seine Ehefrau Ilse Lotte an ihrem Wohnort in Krottenmühl, einem Teilort von Söchtenau am Simssee, zusammen mit ihren beiden älteren Kindern, Eberhard und Anna-Luise, von der SS als Sippenhäftlinge festgenommen und nach München in das Polizeischulgefängnis in der Ettstraße 2 gebracht. Die drei jüngeren Kinder, Christa, Alfred und Liselotte, blieben unter Obhut einer NSV-Schwester zunächst zu Hause und kamen am 26. August in das NSV-Kinderheim im Borntal in Bad Sachsa am Südrand des Harzes. Dort wurden sie zusammen mit 46 weiteren Kindern aus Widerstandsfamilien interniert.
Ehefrau Ilse Lotte und die beiden älteren Kinder wurden am 11. Oktober 1944 in ein Gefängnis in Weilheim in Oberbayern verlegt. Von dort aus begann am 31. Oktober eine Odyssee in Richtung Norden über ein Hotel in Bad Reinerz in Schlesien, das KZ Stutthof und Lauenburg in der Nähe von Danzig, danach wieder in Richtung Süden zum KZ Buchenwald und über Regensburg und Schönberg zum KZ Dachau. Dass ihr Ehemann und Vater hingerichtet worden war, erfuhren sie am 6. Januar 1945 im KZ Stutthof. Am 30. April 1945 wurden sie kurz vor Kriegsende in Südtirol von der Wehrmacht aus den Händen der SS befreit. Im Gewahrsam von US-Truppen ging es am 8. Mai 1945 weiter über Capri, Paris nach Frankfurt am Main, wo sie am 26. Juni 1945 über München nach Hause entlassen wurden.
Bad Sachsa wurde am 12. April 1945 nach kurzen Kämpfen von amerikanischen Truppen besetzt. Die drei kleinen Hofacker-Kinder und die Kinder von Claus Schenk Graf von Stauffenberg und Berthold Schenk Graf von Stauffenberg wurden dort aus dem Kinderheim im Borntal am 13. Juni 1945 von ihrer gemeinsamen Großtante Alexandrine Gräfin von Üxküll-Gyllenband abgeholt. Sie brachte Christa und Alfred zu Caesar von Hofackers Schwester Annemarie nach Reichenbach und Liselotte zu Verwandten in Tübingen. Ilse Lotte von Hofacker erfuhr erst am 27. Juni in München, wo sich ihre drei Jüngsten befanden. Ein paar Wochen später gelang es ihr, deren Heimfahrt zu organisieren. Am 28. Juli 1945 – nach fast genau einem Jahr der Trennung – war sie mit ihren fünf Kindern wieder in Krottenmühl vereint.

## Erinnerung
1957 wurde dem Widerstandskämpfer in Berlin die „Hofackerzeile“, eine Straße im Bezirk Charlottenburg-Wilmersdorf, gewidmet. Am 22. Juli 2009 wurde in seiner Geburtsstadt Ludwigsburg die „Cäsar-von-Hofacker-Anlage“, eine Straße im Stadtteil Oßweil, nach ihm benannt. In Tutzing, wo sein ältester Sohn Eberhard von Hofacker zuletzt wohnte, sowie im Frankfurter Stadtteil Kalbach-Riedberg gibt es eine „Cäsar-von-Hofacker-Straße“.
2010 erschien eine von seinem jüngsten Sohn Alfred von Hofacker verfasste Schrift über den Vater. Hierzu heißt es in einer Rezension:

„Dass der Weg in den Widerstand gegen das ‚Dritte Reich‘ oft nicht gradlinig verlief, sondern eines langwierigen Ab- und Umkehrprozesses bedurfte, belegt Alfred von Hofacker mit antisemitischen, antidemokratischen und überheblichen Zitaten des Vaters aus den zwanziger und dreißiger Jahren – entdeckt erst nach dem Tod der Mutter 1974 in Unterlagen auf dem Speicher ihres Hauses. Der Fund machte ihn ‚anfangs sehr betroffen‘, weil ihm der ‚Widerstandsvater‘ plötzlich als ‚Wegbereiter Adolf Hitlers‘ entgegentrat. Bald schon kam ihm der Vater dadurch aber näher, denn er ‚erlebte ihn in diesen Widersprüchen als Mensch, der eben kein Held war‘. Cäsar von Hofacker verließ den nationalsozialistischen ‚Irrweg‘, der – wie er am 30. Juni 1944 schrieb – zu einer ‚krankhaften, schwülen Übersteigerung geführt‘ habe. So beteiligte er sich mit großer Leidenschaft am Aufstand gegen Hitler, obwohl die Chancen eines Gelingens gering waren: ‚Er selbst sprach in einem Brief an meine Mutter, wenige Wochen vor dem 20. Juli 1944, von einem Verhältnis 2 zu 98.‘“